# Rosário (Moita)

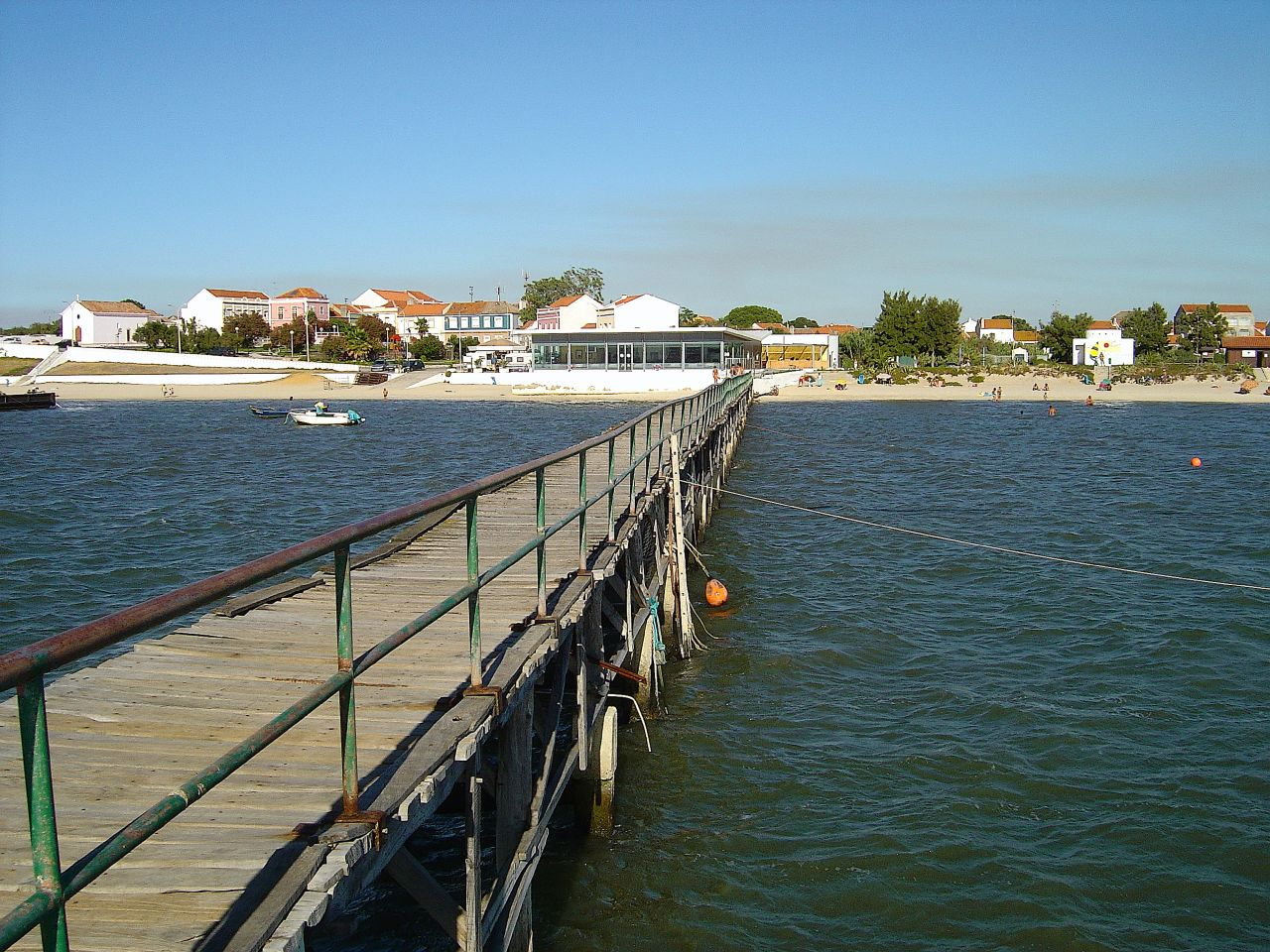
Praia do Rosário

Rosário é uma localidade portuguesa da freguesia de Gaio-Rosário, Município da Moita, Distrito de Setúbal. 
Com cerca de 1000 habitantes, dispõe de uma pequena praia fluvial sobre a qual se localiza uma capela secular; construída em 1532, a qual apresenta um arco e um portal de estilo manuelino.
Outrora foi terra de exploração salineira e berço de muitos homens do mar, que transportavam diversos produtos para abastecimento da cidade de Lisboa, em embarcações à vela típicas do Tejo; as fragatas e os varinos - caídos em desuso a partir da construção da ponte Salazar (hoje Ponte 25 de Abril). 
As festas tradicionais em honra de N.S.Rosário são em Agosto, nelas se realizando as habituais largadas de touros na praia.